# مانیش ملهوترا
مانیش ملهوترا (مَلهوترا) (انگلیسی: Manish Malhotra؛ زادهٔ ۵ دسامبر ۱۹۶۶) طراح مد و کارآفرین اهل هند است.
وی همچنین برندهٔ جوایزی همچون جایزه فیلم‌فیر جنوب شده‌است.